# بن مک‌کندری
بن مک‌کندری (انگلیسی: Ben McKendry؛ زادهٔ ۲۵ مارس ۱۹۹۳) بازیکن فوتبال اهل کانادا است.
از باشگاه‌هایی که در آن بازی کرده‌است می‌توان به باشگاه فوتبال ونکوور وایتکپس اشاره کرد.
وی همچنین در تیم‌های ملی فوتبال Canada men's national under-20 soccer team, Canada men's national under-23 soccer team، و کانادا بازی کرده‌است.